# مارک اندرس
مارک اندرس (انگلیسی: Marc Endres؛ زادهٔ ۲۲ فوریهٔ ۱۹۹۱) بازیکن فوتبال اهل آلمان است.
از باشگاه‌هایی که در آن بازی کرده‌است می‌توان به باشگاه فوتبال کمنیتس و باشگاه فوتبال هایدنهایم اشاره کرد.
وی همچنین در تیم ملی فوتبال زیر ۲۰ سال آلمان بازی کرده‌است.